# Bacqueville de la Potherie
Bacqueville de la Potherie (geb. 1663 in Paris; gest. 1736 in Guadeloupe), auch bekannt als Claude-Charles Le Roy und in verschiedenen anderen Namensformen, war ein französischer Offizier in Kanada und Guadeloupe, der als Chronist von Neufrankreich in Erinnerung geblieben ist.

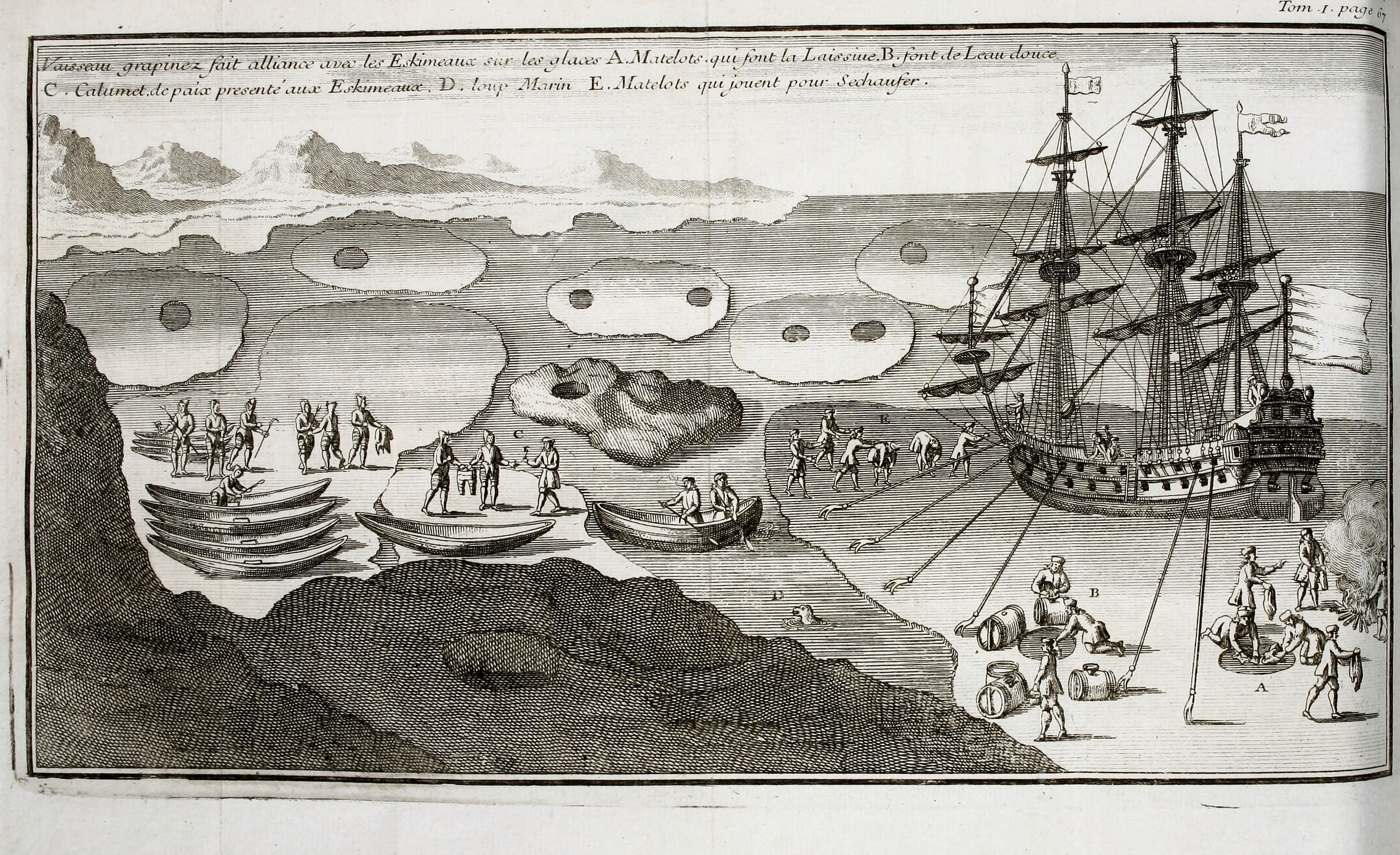
Illustration aus der Histoire de l'Amérique septentrionale (1722), die das Schiff Pélican darstellt, das 1697 auf dem Eis der Hudson Bay auf die Inuit trifft

## Biografie
1697 beteiligte er sich im Gefolge von Pierre Le Moyne d’Iberville am Seegefecht in der Hudson Bay gegen ein englisches Geschwader. Im November 1698 gelangte er nach Québec, wo er an der Beerdigung des Gouverneurs Louis de Buade teilnahm. Bis 1707 hielt er sich in Neufrankreich auf.
Sein berühmtestes Werk ist die 4-bändige Histoire de l’Amérique septentrionale (Geschichte Nordamerikas), ein Bericht über die französischen Expeditionen in die Region der Großen Seen und des Mississippi im späten 17. Jahrhundert.
Die kanadischen Seen Lac La Potherie und Lac Bacqueville wurden nach ihm benannt.

## Werke
- Histoire de l’Amérique septentrionale (Digitalisate: 1, 2, 3 4)